# 西村京三
西村 京三 (にしむら きょうぞう、1947年または1948年 - ) は、日本の地方公務員。京都市保健福祉局長、同市上下水道局長、同市監査委員を歴任。瑞宝小綬章受章。

## 経歴
京都市役所に入職し、2006年 (平成18年) 4月 折坂義雄の後任として保健福祉局長、2008年4月 同職を浅野義孝と交代し島田與三右衛門の後任として京都市公営企業管理者上下水道局長。同年6月 水道未普及地域の解消を目指して整備を進めてきた久多簡易水道と別所・百井簡易水道を供用開始。同年8月 京都議定書発効にちなんだプロジェクト「ＤＯＹＯＵＫＹＯＴＯ？」の一環となる下水の高度処理水を活用した打ち水を行った。2012年3月 水田雅博を後任として上下水道局長退任。同年6月 同市監査委員、2016年6月 監査委員退任。

## 栄典
- 2012年9月 日本水道協会会長表彰功労賞[9]
- 2020年11月 令和2年秋の叙勲で地方自治功労により瑞宝小綬章を受章[1]